# Сауккоя
Сауккоя — река в Мурманской области России. Протекает в Кандалакшском районе. Левый приток реки Тенниёйоки.
Длина реки составляет 12 км. Площадь бассейна 40,6 км².
Берёт начало на склонах горы Сауккотунтури. Протекает по равнинной заболоченной местности. Крупнейший приток — Пахоя (справа). Впадает в Тенниёйоки близ её впадения в Тенниёярви. Населённых пунктов на реке нет.

## Данные водного реестра
По данным государственного водного реестра России относится к Баренцево-Беломорскому бассейновому округу, водохозяйственный участок реки — Тенниёйоки. Речной бассейн реки — бассейны рек Кольского полуострова и Карелии.
Код объекта в государственном водном реестре — 02020020012102000007841.